# Loxosceles guatemala
Loxosceles guatemala är en spindelart som beskrevs av Willis J. Gertsch 1973. Loxosceles guatemala ingår i släktet Loxosceles och familjen Sicariidae.
Artens utbredningsområde är Guatemala. Inga underarter finns listade i Catalogue of Life.